# Conseiller commercial de Finlande
Le titre de conseiller commercial (finnois : kauppaneuvos, suédois : kommerseråd) est un titre honorifique de Finlande.

## Description
Le titre est décerné de nos jours par le président de la République de Finlande. 
Il existait déjà à l'époque du grand-duché de Finlande.

## Lauréats
Parmi les porteurs du titre citons,:
| - Carl Henrik Ahlqvist - Antti Ahlström - Pirkko Arola - Johan Gustav Bergbom - Fredrik Björkqvist - Henrik Borgström - Harri Broman - Victor Ek - Karl Fazer - Victor Forselius - Johan Franzén | - Rudolf Gesellius - Aline Grönberg - Rabbe Grönblom - Rafael Haarla - Werner Hacklin - Wilhelm Hackman - Juho Hallenberg - Artturi Helenius - Elbe Häkkinen - Erik Julin - Isak Julin - Frithjof Tikanoja | - Lars Henrik Keckman - Matti Koivurinta - Yrjö Kokko - Juho Kuosmanen - Kalle Kuusinen - Eero Lehti - Gustaf Lundahl - Arthur Nyman - Risto Orko - Onni Paavola - Hanna Parviainen | - Fredric von Rettig - Albert Oskar Snellman - J. W. Snellman Gerhardsson - Heinrich Georg Franz Stockmann - Bertil Tallberg - Julius Tallberg - Rakel Wihuri - Lauri Viljanen - Esko Ylinen |